# 布施現之助

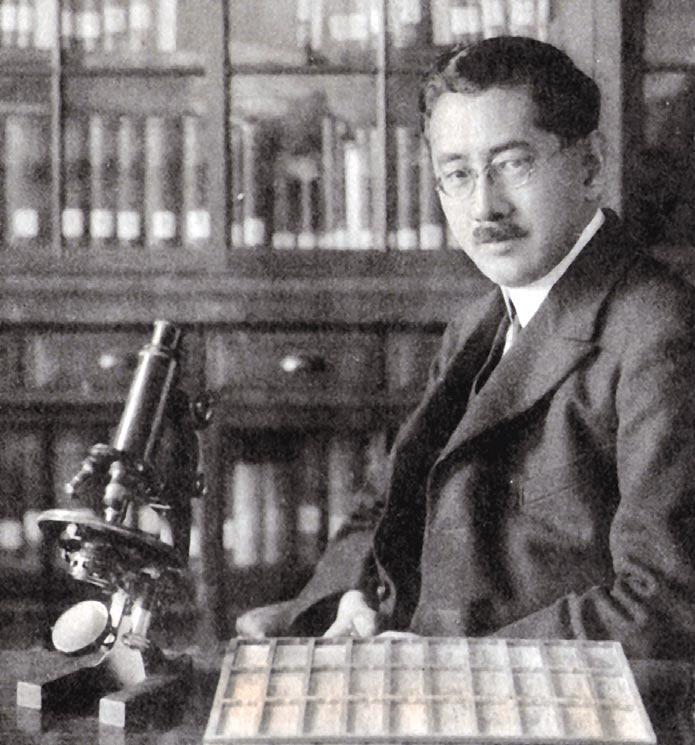
1921年撮影

布施 現之助（ふせ げんのすけ、1880年1月24日 - 1946年12月12日）は、解剖学者。医学博士。専攻は神経解剖学。

## 来歴
北海道小樽郡銭函村（現:小樽市）生まれ。1905年、東京帝国大学医科大学卒業。1907年から4年間スイスに留学し、チューリヒ大学のフォン・モナコウ教授に師事、脳の神経解剖学を研究した。新潟医学専門学校教授を経て、1913年再びチューリヒに移り、モナコウと共同で延髄の顕微鏡図譜作成に従事した。この時発表した『Fuse und Monakow “Mikroskopischer Atlas des Mesnschlichen Gehirn”（顕微鏡的人脳図譜）』は、その内容の精緻さ・正確さによって世界的に評価されている。また1914年『マイネルト小脳軸及ダイテルス核』により、医学博士の学位を受けた。
1915年帰国し、東北帝国大学医科大学教授に就任。1925年医学部長となり、1941年定年退官。この間脳の微細構造の研究に従事し、機関紙『東北帝国大学解剖学教室業績』25冊を発行、自らも約40編の論文を掲載した。1921年「脳幹に関する解剖学上の業績」により、帝国学士院恩賜賞を受賞し、1944年には帝国学士院会員に推された。また、『“Beiträge zur Anatomie des Bodens des IV. Ventrikels”（第四脳室底の解剖学について）』の中に記載された神経束は「Fuse氏束」として世界的に知られる。
神経解剖学のみならず、組織学・発生生物学の分野にも業績を残し、また教育者としても、門下生から解剖学の多くの優れた研究者を輩出した。